# 1号線 (ポーランド)
ポーランド国鉄1号線（ポーランド語;Linia kolejowa nr 1）は、首都ワルシャワのワルシャワ西駅とシロンスク県カトヴィツェのカトヴィツェ駅を結ぶポーランド国鉄の鉄道路線である。全長は316.066 kmであり、全線が複線電化されている。また、実質的に高速新線の4号線と一体で運行されている。

## 概要
ロシア帝国の衛星国であったポーランド立憲王国時代にワルシャワ・ウィーン鉄道としてワルシャワとオーストリア帝国（1867年以降はオーストリア＝ハンガリー帝国）との国境のグラニツァ（ソスノヴィエツ郊外）の間に建設された鉄道が始まりである。ポーランドでは最初の路線であり、またロシア帝国ではツァールスコエ・セロー - サンクトペテルブルク間の27kmの鉄道に次ぐ2番目の路線として開業した 。他のロシア帝国領内の鉄道は広軌（1524mm）が用いられていたのに対し、この路線はウィーンに直通するために標準軌が用いられていたことから、ロシア帝国領内の他路線とは独立した路線であった。

## 歴史

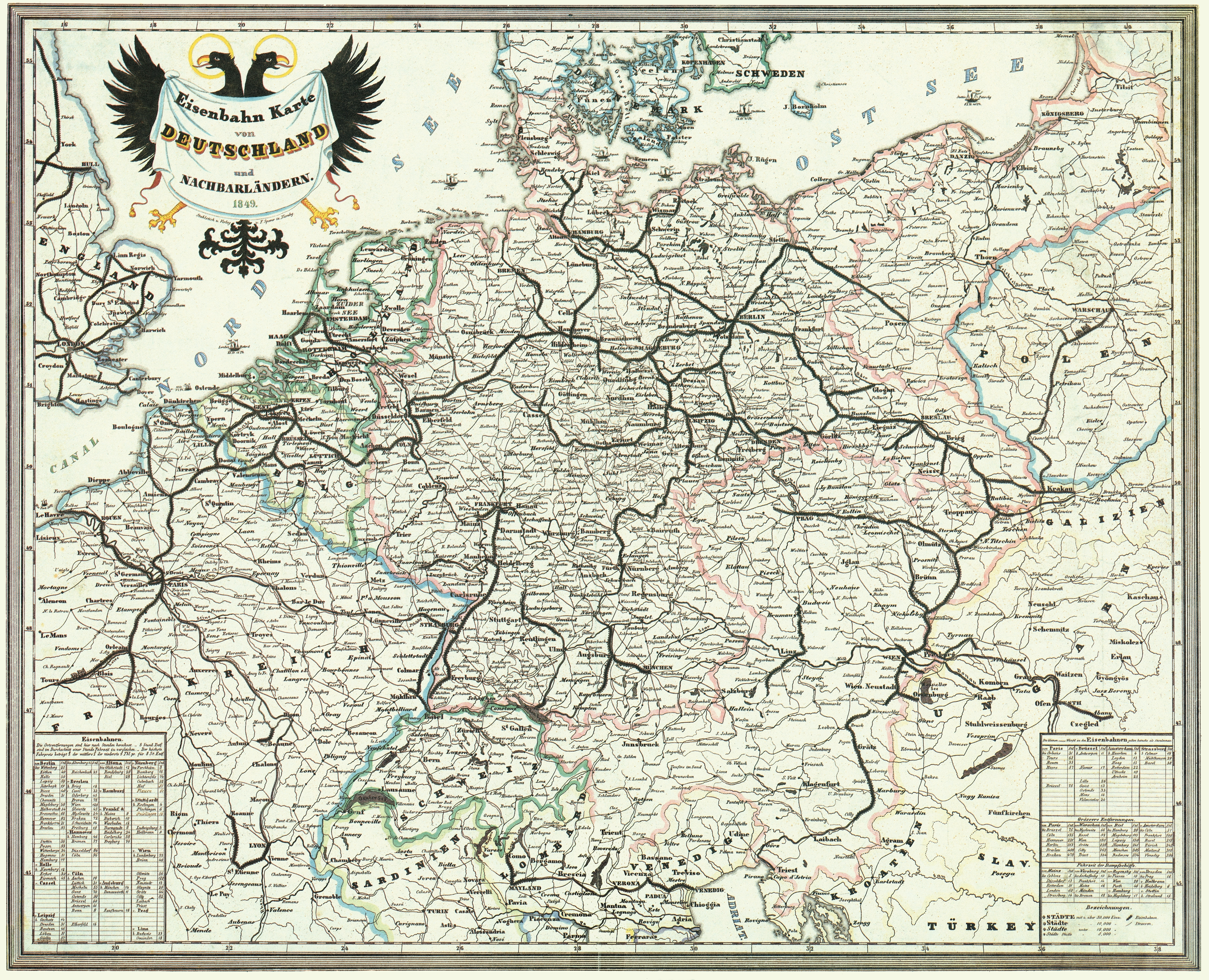
1849年時点でのドイツおよび周辺諸国の鉄道路線図（太線は開業区間、細線は建設中または計画中の区間）

最初に具体的な計画が浮上したのは1835年のことである。3年後の1838年にはワルシャワ・ウィーン鉄道株式会社が設立され、鉄道建設の許可を得た。馬車鉄道にするか蒸気鉄道にするかで議論が行われた末に最終的には後者が採用され、1840年に建設工事が開始された。しかし、1843年に会社が破産したことから事業は国に引き継がれた。1845年6月14日に最初の開業区間としてワルシャワ - グロジスク・マゾヴィエツキ間約30kmが開業した。その後も延伸を続けられ、翌1846年にはチェンストホヴァ、1848年4月1日にはオーストリア帝国との国境のグラニツァ駅まで開通した。当初は27駅が設置された。1857年には再び民間に明け渡されたが、第一次世界大戦直前の1912年には再国有化された。
また、開業当初は単線であったが、1872年から1881年にかけて全線が複線化された。電化は1937年にグロジスク・マゾヴィエツキ - ジラルドゥフ間で行われたのが始まりであるが、第二次世界大戦の影響により他区間の電化は見送られた。ジラルドゥフ - カトヴィツェ間は1953年、ワルシャワ - グロジスク・マゾヴィエツキ間は1967年に電化された。
1977年には1号線に並行して高速新線の中央幹線（4号線）が開通し、現在では優等列車の多くはグロジスク・マゾヴィエツキ駅 - ザヴィエルツェ駅間については新線を経由する。

## 運行形態
- 普通列車（R1）: ワルシャワ東駅 - スタディアム - ポヴィシレ - ワルシャワ市街駅 - オホタ - ワルシャワ西駅 - ヴウヒ - ウルスス - ウルスス・ニエジュヴィアデク - ピアストゥフ - プルシュクフ - パジュニエフ - ブルヴィヌフ - ミラヌヴェク - グロジスク - ヤクトルフ - ミエンジボルフ - ジラルドゥフ - スハ - イェジオンカ - ラジヴィウフ - ラヴカ - スキェルニェヴィツェ。60分ごと。マゾフジェ鉄道（Koleje Mazovieckie）運営[4]。
- 普通列車（S1）: チェンストホヴァ - ラクフ - コルヴィヌフ - ポライ - マスウォンスキエ・ナタリン - ジャルキ＝レトニスコ - ノヴァヴィエシ - ミシュクフ - スヴィアトヴィト - ミシュクフ・ムジグウド - ボロヴェ・ポレ - ザヴィエルツィエ - ワジ - ヴィエシウーカイン - フルシュチョブルド - シコルカ - ゾンブコヴィツェ - ゴウヌク - ドムブロヴァ・グルニチャ - クサヴェラ - ミアスト - ベンジン - ソスノヴィエツ - ショピエニツェ・ポウドニオヴェ - ザヴォジエ - カトヴィツェ - グリヴィツェ。30分/60分ごと。シロンスク鉄道（Koleje Śląskie）運営[5]。
- 快速列車（S9）: チェンストホヴァ - ラクフ - ポライ - ミシュクフ - ザヴィエルツィエ - ピジョヴィツェ空港 - タルノフスキェ・グルィ。シロンスク鉄道（Koleje Śląskie）運営[5]。